# Bohumil Hrabal
 (mai 2023).
Si vous disposez d'ouvrages ou d'articles de référence ou si vous connaissez des sites web de qualité traitant du thème abordé ici, merci de compléter l'article en donnant les références utiles à sa vérifiabilité et en les liant à la section « Notes et références ».
Bohumil Hrabal, né le 28 mars 1914 à Brno et mort le 3 février 1997 à Prague, est l'un des plus importants écrivains tchèques de la seconde moitié du XXe siècle.

## Biographie
Bohumil Hrabal étudie le droit à l’université Charles de Prague, mais doit interrompre ses études, à partir de 1939, à cause de l’Occupation allemande et de la fermeture des universités ; il exerce alors des métiers divers : ouvrier sidérurgiste, voyageur de commerce, emballeur de vieux papiers, figurant de théâtre, cheminot…
Ses premières publications datent de 1963 ; il devient rapidement un des écrivains les plus populaires de son pays. Après l'invasion soviétique de l'été 1968 qui met fin au Printemps de Prague, il connaît des ennuis avec la censure pour « grossièreté et pornographie » et est interdit de publication. Deux de ses livres sont notamment livrés au pilon en 1970. Pour cette raison, nombre de ses ouvrages sont publiés en samizdat.
Il est interdit de publication de 1970 à 1976.
Il compte parmi les signataires de l'Anticharte et lui qui était tombé en disgrâce au moment du Printemps de Prague regagne la faveur du régime qui réenclenche le processus éditorial de ses œuvres.
C'est durant cette période qu'il écrit ses principaux chefs-d'œuvre largement inspirés de sa vie dans un style où percent l'humour noir, le grotesque, l'ironie, la tendresse, et qui mêle le trivial (d'où l'accusation presque fondée, s'il ne s'agissait pas ici de licence créative, de « grossièreté et pornographie ») et l'argot au raffinement d'une langue extrêmement poétique :
- Moi qui ai servi le roi d'Angleterre (I Served the King of England (en) (1971) ;
- Une trop bruyante solitude (1976) court roman dans lequel Hanta évoque son destin de « destructeur » de livres au fond de son atelier ;
- La Chevelure sacrifiée ;
- Les Noces dans la maison (trilogie).

Entre 1982 et 1985, il est de nouveau interdit de publication.
Bohumil Hrabal meurt à Prague le 3 février 1997 en tombant — ou en sautant ? — de la fenêtre de l'hôpital de Bulovka où il est soigné.

## Onomastique
Bohumil signifie « aimé de Dieu », formé des mots tchèques Bohu (« Dieu ») et mil (racine de « milovat », « aimer »); et correspond à Théophile (Θεόφιλος), Amédée (Amadeus) ou Gottlieb.
Hrabal signifie « celui qui a balayé », « celui qui a (r)amassé ». Un patronyme somme toute assez idoine pour le chroniqueur des petites choses de la vie, des faits sans importance qu'il recense et magnifie.

## Œuvre

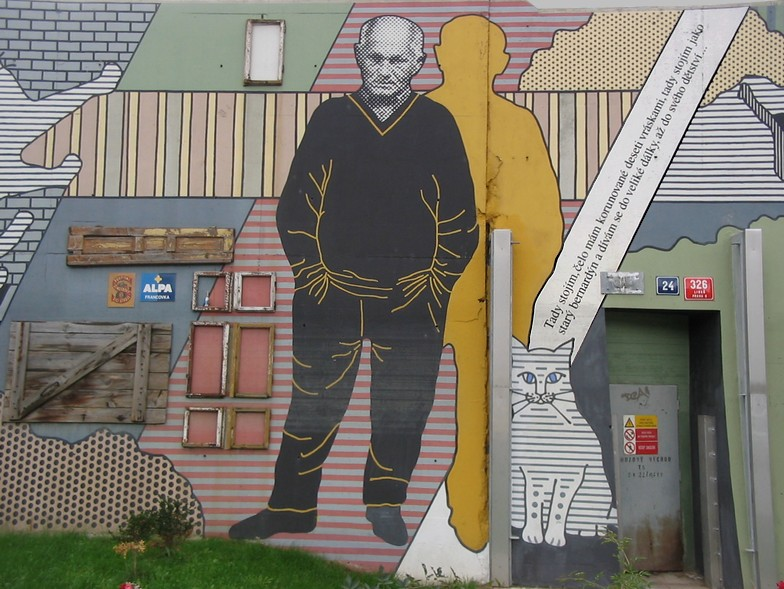
Une fresque murale consacrée à Hrabal. La citation à sa gauche dit « Je suis debout ici, le front couronné de dix rides, je suis ici debout comme un vieux saint-bernard et je contemple le lointain, très loin jusqu'aux confins de mon enfance… »

Cette liste des œuvres mentionne la première date de publication des ouvrages de Hrabal et, si elle a eu lieu en samizdat, celle-ci et la première date de publication « légale » qui, en général, a lieu à l'étranger et en tchèque dans les maisons d'éditions animées par la diaspora tchèque ayant fui son pays après l'invasion du pays en 1968 par les troupes du Pacte de Varsovie.
Lorsqu'il ne nous a pas été donné de vérifier le titre d'une traduction française éventuelle, nous faisons suivre d'une astérisque le titre de la [« traduction »]*. Pour une bibliographie des traductions françaises, se référer à celles, très complète, de Bohemica.
- Ztracená ulička [Ruelle perdue], Hrádek, Nymburk, 1948
- Setkání a návštěvy [Rencontres et visites], Mladá fronta, Pragues, 1952
- Hovory lidí [« Conversations populaires »]*, Spolku českých bibliofilů, Prague, 1956 – deux nouvelles
- Skřivánci na niti [Alouettes sur le fil], écrite en 1959 et préparée pour une édition en 1969 qui n'a pas lieu du fait de l'invasion de la Tchécoslovaquie par les troupes du Pacte de Varsovie. Jiří Menzel en a tiré un film (1969).
- Perlička na dně [Petites perles au fond de l'eau], Československý spisovatel, Prague, 1963 – recueil de nouvelles
- Pábitelé [Les Palabreurs], Mladá fronta, Prague, 1964 – recueil de nouvelles.
- Ostře sledované vlaky [Trains étroitement surveillés], Československý spisovatel, Prague, 1964 – nouvelle sur le thème de l'Occupation. Un film homonyme en est tiré en 1966.
- Taneční hodiny pro starší a pokročilé [Cours de danse pour adultes et élèves avancés], Československý spisovatel, Prague, 1964 – une nouvelle composée d'une seule phrase infinie. Expérimentation littéraire.
- Inzerát na dům, ve kterém už nechci bydlet [Vends maison où je ne veux plus vivre], Mladá fronta, Prague, 1965
- Kopretina [« Marguerite »]*, 1965
- Automat Svět [« Fast-food Univers »]*, 1966 – recueil de nouvelles déjà publiées.
- Bohumil Hrabal uvádí… [Bohumil Hrabal présente…], 1967 – anthologie des textes préférés de l'auteur
- Toto město je ve společné péči obyvatel [« Cette ville est sous la garde des habitants »]*, 1967 – collage de texte accompagnant des photographies parfois mentionné comme Toto město je ve společné péči nájemníků, [« Cette ville est sous la garde des locataires »]*.
- Morytáty a legendy [Faits divers sanglants et légendes], československý spisovatel, Prague, 1968
- Domácí úkoly [Devoirs à la maison], Mladá fronta, Prague, 1970 - mis au pilon par le régime communiste.
- Poupata [Les Bourgeons], Mladá fronta, Prague, 1970 - poèmes et nouvelles, mis au pilon par le régime communiste.
- Obsluhoval jsem anglického krále [Moi qui ai servi le roi d’Angleterre], édition samizdat, 1971 ; Jazz petit, Prague, 1982. Jiří Menzel en tira un film en 2006
- Něžný barbar [Tendre Barbare], édition samizdat, 1973 ; Index, Cologne, 1981
- trilogie Městečko u vody [« La Petite Ville au bord de l'eau »]* - souvenirs en prose
  - Postřižiny [Une blonde émoustillante], édition samizdat, 1974 ; československý spisovatel, Prague, 1976
  - Krasosmutnění [Douce Tristesse], československý spisovatel, Prague, 1979
  - Harlekýnovy milióny [Les Millions d'Arlequin], československý spisovatel, Prague, 1981
- Bambini di Praga, revue Plamen VI, no 1, Prague, 1964
- Městečko, kde se zastavil čas [La Petite Ville où le temps s’arrêta], édition samizdat, 1974 ; Comenius, Innsbruck, 1978 – souvenirs en prose.
- Každý den zázrak [« Chaque jour un miracle »]*, 1979
- Slavnosti sněženek [Les Fêtes des perce-neige], československý spisovatel, Prague, 1978 – nouvelles
- Příliš hlučná samota [Une trop bruyante solitude], édition samizdat, 1977 ; Index, Cologne, 1980 - sans aucun doute le chef-d'œuvre de Hrabal.
- Kluby poezie [Clubs de poésie], Mladá fronta, Prague, 1981
- Domácí úkoly z pilnosti [Devoirs pour bons élèves], československý spisovatel, Prague, 1982
- Listování ve stínech grafických listů [« En feuilletant dans l'ombre des lithographies »]*, 1983
- Domácí úkoly z poetiky [Devoirs à la maison en poétique], 1984
- Trilogie autobiographique 
  - Svatby v domě [Les Noces dans la maison], édition samizdat, 1986 ; 68’Publishers, Toronto, 1987
  - Vita nuova, édition samizdat, 1986 ; 68’Publishers, Toronto, 1987
  - Proluky [Terrains vagues], édition samizdat, 1986 ; 68’Publishers, Toronto, 1986
- Život bez smokingu [Une vie sans smoking], československý spisovatel, Prague, 1986
- Chcete vidět zlatou Prahu? [Voulez-vous voir la Prague dorée], 1989
- Kličky na kapesníku [Des nœuds à son mouchoir], édition samizdat, 1987 ; Práce, Prague, 1990.
- Můj svět [« Mon monde »]*, 1989
- Tři novely [Trois nouvelles], 1989 - elle reprend Moi qui ai servi le roi d’Angleterre.
- Barvotisky [« Impressions en couleur »]*, 1990
- Listopadový uragán [L’Ouragan de novembre], Tvorba, Prague, 1990.
- Dopisy Dubence [Lettres à Doubenka] – textes tirés de Listopadový ůragán [« L’ouragan de novembre »].
- Schizofrenické evangelium [« Évangile schizophrénique »]*, 1990
- Kouzelná flétna [« La Flûte enchantée »]*
- Ponorné říčky [Ruisseaux souterrains], Pražská imaginace, Prague, 1991
- Růžový kavalír [Le Chevalier à la rose], Pražská imaginace, Prague, 1991
- Aurora na mělčině [L’ « Aurora » échoué], Pražská imaginace, Prague, 1992
- Večerníčky pro Cassia [Causeries du soir pour Cassius], Pražská imaginace, Prague, 1993
- Texty [« Textes »]*, 1994 – reflexions
- La Grande Vie : poèmes, 1949-1952, traduit du tchèque par Jean-Gaspard Páleníčiek, Toulouse, Fissile, 2017.

### Hommages
- L'astéroïde (4112) Hrabal

- Bohumil Hrabal occupe une place importante dans le livre d'Anne-Marie Garat, Dans la pente du toit (éd. du Seuil, 1998), où elle en fait l'intercesseur de son retour à l'écriture après un deuil.